# ダイバーシティメディア
株式会社ダイバーシティメディアは、山形県山形市に本社を置くケーブルテレビ局。また、インターネットプロバイダ事業、固定電話サービス(ケーブルライン)も行っている

## 概要
1992年9月、吉村和文らが企業行脚し、出資を募り資本金1億円で設立する。当初は山形市中心部のみをサービスエリアとしていたがその後、近隣自治体のほか蔵王みはらしの丘等のニュータウンにおいてもサービスの受益が可能となった。1993年4月、山形テレビのテレビ朝日系列へのネットチェンジ後、1997年4月のさくらんぼテレビジョン開局までは、仙台放送の番組区域外再放送を実施していた。
2006年4月には、番組の共同購入や広告販売を目的に東北に本社を置くケーブルテレビ16社と共に東北ケーブルテレビネットワーク設立したほか、2007年12月、加入者が低迷し経営不振に陥った岩手ケーブルテレビジョン（ICT）から支援を要請され資本・業務提携を締結。2008年1月、ICTは傘下子会社とされた。また同年4月にはUCOMと業務提携を締結したほか、2009年9月にはNTT東日本との提携をもとに、フレッツ光ネクストのネット接続、ひかり電話のトリプルプレイ・サービスの提供を開始した。さらに2015年5月には、NTT東日本による光コラボレーションを使用し高速インターネット接続と独自のビデオ・オン・デマンド(VOD）を融合したサービスであるダイバー光ネットのサービスも開始した。
このほか2014年7月には、全日本プロレスのコンテンツ部門を扱う新会社として設立された「全日本プロレス・イノベーション株式会社」に出資し、全日本プロレスの興行・運営を行う「オールジャパン・プロレスリング株式会社」を100%子会社化した。また同社の本社はケーブルテレビ山形の本社内に置かれた。2015年11月末、全日本プロレス・イノベーションとオールジャパン・プロレスリングは両社間の親子関係を解消したが、以後も出資は継続されている。
2016年1月1日、手掛ける事業分野が多岐にわたってきていることを考慮し、商号を「ダイバーシティメディア」に変更した。

## 沿革
- 1992年9月 - 『株式会社ケーブルテレビ山形』（ケーブルテレビやまがた）設立。
- 1993年9月 - 郵政大臣より有線テレビジョン放送施設設置許可取得。
- 1994年3月 - スタジオ棟完成。
- 1998年11月 - 第1種電気通信事業許可取得。
- 1999年4月 - インターネットサービス開始。
- 2000年
  - 3月 - 契約者数20,000世帯突破。
  - 11月 - 新社屋完成。
- 2006年4月 - 株式会社東北ケーブルテレビネットワーク設立。
- 2008年1月 - 「岩手ケーブルテレビジョン株式会社」を傘下子会社にした。
- 2009年9月 - フレッツ光のネットワークを活用して寒河江、上山、中山、河北にエリア拡大した。
- 2016年1月 - 商号を株式会社ダイバーシティメディアに変更。

## サービスエリア
- 山形県山形市 （市街地）
- 天童市 （一部地域を除く）
- 上山市 （一部地域を除く）
- 寒河江市 （一部地域を除く）
- 東村山郡山辺町 （一部地域を除く）
- 東村山郡中山町
- 西村山郡河北町

## 主な放送チャンネル

### 地上波系列別再送信局
| NHK-G   | NHK-E   | NTV      | ANN        | JNN            | FNS              |
| ------- | ------- | -------- | ---------- | -------------- | ---------------- |
| NHK山形 | NHK山形 | 山形放送 | 山形テレビ | テレビユー山形 | さくらんぼテレビ |

### テレビ局
| デジタル    | 放送局                   |
| ----------- | ------------------------ |
| 011-012     | NHK山形総合              |
| 021-023     | NHK山形Eテレ             |
| 041-042     | 山形放送                 |
| 051-053     | 山形テレビ               |
| 061-062     | テレビユー山形           |
| 081-082     | さくらんぼテレビ         |
| 091         | 市民チャンネル           |
| 092         | 市民チャンネル第2        |
| 111         | 市民チャンネル第3        |
| 112         | 市民チャンネル第4        |
| 2K BS放送   |                          |
| 101-102     | NHK BS                   |
| 141-143     | BS日テレ                 |
| 151-153     | BS朝日                   |
| 161-163     | BS-TBS                   |
| 171-173     | BSテレ東                 |
| 181-183     | BSフジ                   |
| 191         | ★WOWOWプライム           |
| 192         | ★WOWOWライブ             |
| 193         | ★WOWOWシネマ             |
| 200         | BS10                     |
| 201         | ★BS10スターチャンネル    |
| 211         | BS11                     |
| 222         | BS12 トゥエルビ          |
| 231         | 放送大学                 |
| 265         | BSよしもと               |
| 531         | 放送大学ラジオ           |
| 4K8K BS放送 |                          |
| 101         | NHK BSプレミアム4K       |
| 141         | BS日テレ 4K              |
| 151         | BS朝日 4K                |
| 161         | BS-TBS 4K                |
| 171         | BSテレ東 4K              |
| 181         | BSフジ 4K                |
| CS放送      |                          |
| 010         | 市民チャンネル           |
| 211         | スカイA                  |
| 212         | GAORA SPORTS             |
| 213         | J SPORTS 1               |
| 214         | J SPORTS 2               |
| 210         | J SPORTS 3               |
| 215         | ★J SPORTS 4              |
| 217         | ゴルフネットワーク       |
| 218         | 日テレジータス           |
| 220         | ムービープラス           |
| 221         | 日本映画専門チャンネル   |
| 222         | チャンネルNECO           |
| 225         | ★東映チャンネル          |
| 226         | ★衛星劇場                |
| 230         | ファミリー劇場           |
| 231         | スーパー!ドラマTV        |
| 234         | 時代劇専門チャンネル     |
| 239         | ディズニー・チャンネル   |
| 241         | アニマックス             |
| 242         | キッズステーション       |
| 250         | CNNj                     |
| 251         | 日経CNBC                 |
| 252         | 日テレNEWS24             |
| 255         | ヒストリーチャンネル     |
| 256         | ディスカバリーチャンネル |
| 261         | MUSIC ON! TV             |
| 264         | 歌謡ポップスチャンネル   |
| 270         | 囲碁・将棋チャンネル     |
| 271         | ショップチャンネル       |
| 276         | 釣りビジョン             |
| 277         | 旅チャンネル             |
| 281         | フジテレビTWO            |
| 282         | フジテレビONE            |
| 285         | ★グリーンチャンネル      |
| 286         | ★グリーンチャンネル2     |
| 290         | ★プレイボーイチャンネル  |
| 291         | ★レッドチェリー          |
| 292         | ★レインボーチャンネル    |

- デジタルTVはi-HITSを使用している。
- ★はオプションチャンネル。
- BS放送は、NHK受信料の「衛星契約」が必要。ダイバーシティメディアの『団体割引制度』での契約も可能(CATV利用料と同じ支払い方法)。

### ラジオ局
| MHz  | 放送局    |
| ---- | --------- |
| 81.0 | FM山形    |
| 82.7 | NHK山形FM |